# Giovanni Mongini
Giovanni Mongini, conegut com a Vanni (Quartesana, 14 de juliol de 1944), és un escriptor italià de ciència-ficció, productor de cinema, assagista i crític de cinema, diverses vegades guanyador del Premio Italia.

## Biografia
Considerat entre els grans especialistes mundials del cinema de ciència-ficció, va néixer a Ferrara al caseriu de Quartesana, i es va dedicar a la ciència-ficció des de petit; els seus interessos sempre han anat des del cinema fins a la narrativa, però és amb el primer on ha trobat l'èxit. Va ser productor cinematogràfic i va ser el primer, juntament amb la seva filla Claudia, a gestionar una cinemateca especialitzada, considerada per alguns com una de les més ben proveïdes del món.
Apassionat per la ciència-ficció des que era un nen, no es va perdre mai cap pel·lícula al cinema i va començar a recollir material cinematogràfic a Super8 i 16mm; va fundar el Club 3 Passi nell'Ignoto i posteriorment el Club Altair 4, en les ressenyes del qual es mostren algunes de les pel·lícules recollides, entre d'altres. D'aquí la creació de la Cineteca Pleiadi, a Ferrara, que en pocs anys s'ha convertit en una de les més ben proveïdes d'Europa i del món pel que fa al cinema de ciència-ficció, per la presència de rares i pel·lícules inabastables.
En l'àmbit cinematogràfic, juntament amb Dario Argento i Carlo Rambaldi, els seus amics de tota la vida, va ser un dels organitzadors de la primera convenció de SciFi a Ferrara, la SFIR (Science Fiction Italian Roundabout)r epetida durant diversos anys i de la qual van néixer les convencions italianes actuals; el Premi Cometa d'Argento, que més tard esdevingué el Premio Italia, es va establir en un SFIR.
Ha format diverses vegades al jurat del Festival de Trieste, al Fantafestival de Roma i al Festival de Sitges.
Ha col·laborat amb revistes històriques de ciència-ficció com Adventure Flash, que després esdevingué Saturnia Adventure, Robot i Nova SF*.
El 1976 va publicar per a Fanucci Editore la primera edició de la Storia del Cinema di Fantascienza, en dos volums.
També es va dedicar al cinema, produint la pel·lícula Il gatto nero (The Black Cat, 1989, també coneguda com De Profundis) per Luigi Cozzi, que no va obtenir crítiques ni consens. També va tenir l'oportunitat d'assistir als platós de Dario Argento.
L'any 1999 va tornar a l'edició amb la publicació d'11 nous volums de la Storia del Cinema di Fantascienza, aquest cop editat juntament amb la seva filla Claudia, dels quals vénen a tractar fins als anys 2000, novament. per Fanucci. L'obra va ser guardonada amb el Premio Italia, sumant-se a les altres cinc victòries de Mongini, que fins al 2017 ostenta el rècord de major nombre de premis en la categoria "assaigs en volum", només amb tres premis (2008-). 2013-2014), dos amb Claudia Mongini (2000-2001) i un amb Nicola Vianello (2011).
L'any 2011 amb Luigi Pizzimenti es va dedicar a la creació del Musef, un museu de ciència-ficció, fantàstic i astronàutica al municipi de Gaiba (província de Rovigo), on es recullen totes les peces de la seva extensa col·lecció de llibres, gadgets, maquetes, autògrafs, discos, DVD, VHS i més.

## Obres
- La chiave, La Tribuna editore, 1968.
- Storia del cinema di fantascienza, Fanucci, 1976, 2 volumi; edizione ampliata, Fannucci, 1999, 11 volumi (con Claudia Mongini).
- Metastasi umana, NovaSF*, Libra Editrice, 1976.
- George Pal, il Conquistatore delle stelle, Nebula Film Editrice, 1979 (con Luigi Cozzi).
- Rosa Sapiens, NovaSF*, Libra Editrice, 1999.
- ll sipario di stelle, Perseo Libro, 2002.
- La Fantascienza sugli Schermi, Perseo Libri, 2002.
- Dracula Ora!, Futuro Europa, 2002.
- La Fantascienza sugli Schermi 2, Perseo Libri, 2003.
- Il triangolo a due lati, Futuro Europa, 2003
- Lontano nell'universo, Perseo Libri, 2003.
- Le mosche preferiscono volare, Futuro Europa, 2003.
- Eternità, Futuro Europa, 2003.
- Il giorno dopo il tramonto del sole, Futuro Europa, 2004.
- La Fantascienza sugli Schermi 3 (e altrove), Perseo Libri, 2004.
- La Galassia dei soli nascenti, Perseo Libri, 2005.
- La grande caccia allo sferoide bianco, Futuro Europa, 2005
- Quando al cinema c’è Star Trek, Elara Libri, 2008.
- Quando al cinema c’è Star Wars, Edizioni della Vigna, 2011 (con Nicola Vianello).
- Gli universi dei guardiani del tempo, Edizioni della Vigna, 2014.
- Il Popolo che perse le stelle , Edizioni della Vigna, 2015.